# سنت جوو (تگزاس)
سنت جوو، تگزاس (به انگلیسی: St. Jo, Texas) یک شهر در ایالات متحده آمریکا با جمعیت ۹۷۷ نفر است که در تگزاس واقع شده‌است.

## نگارخانه

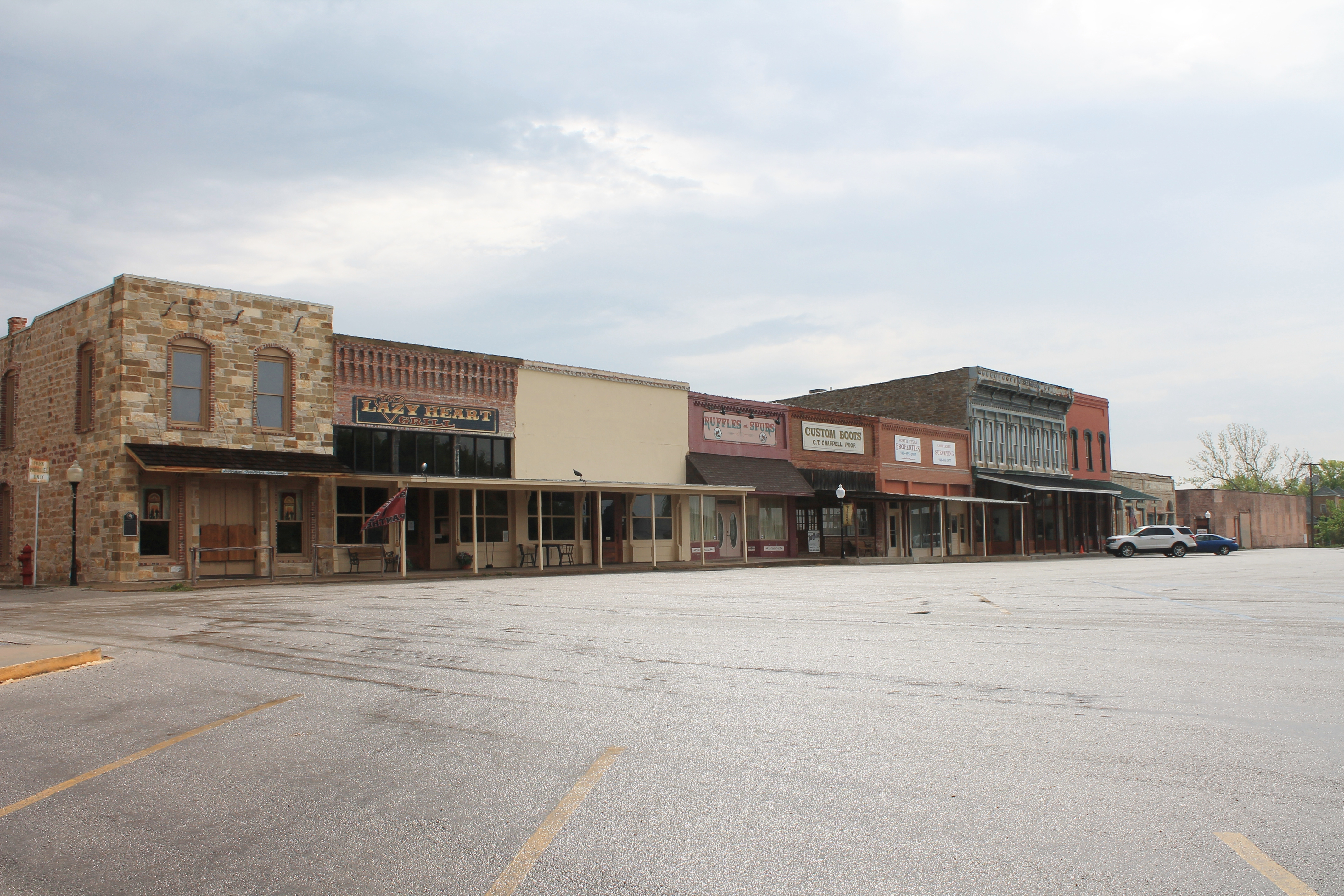
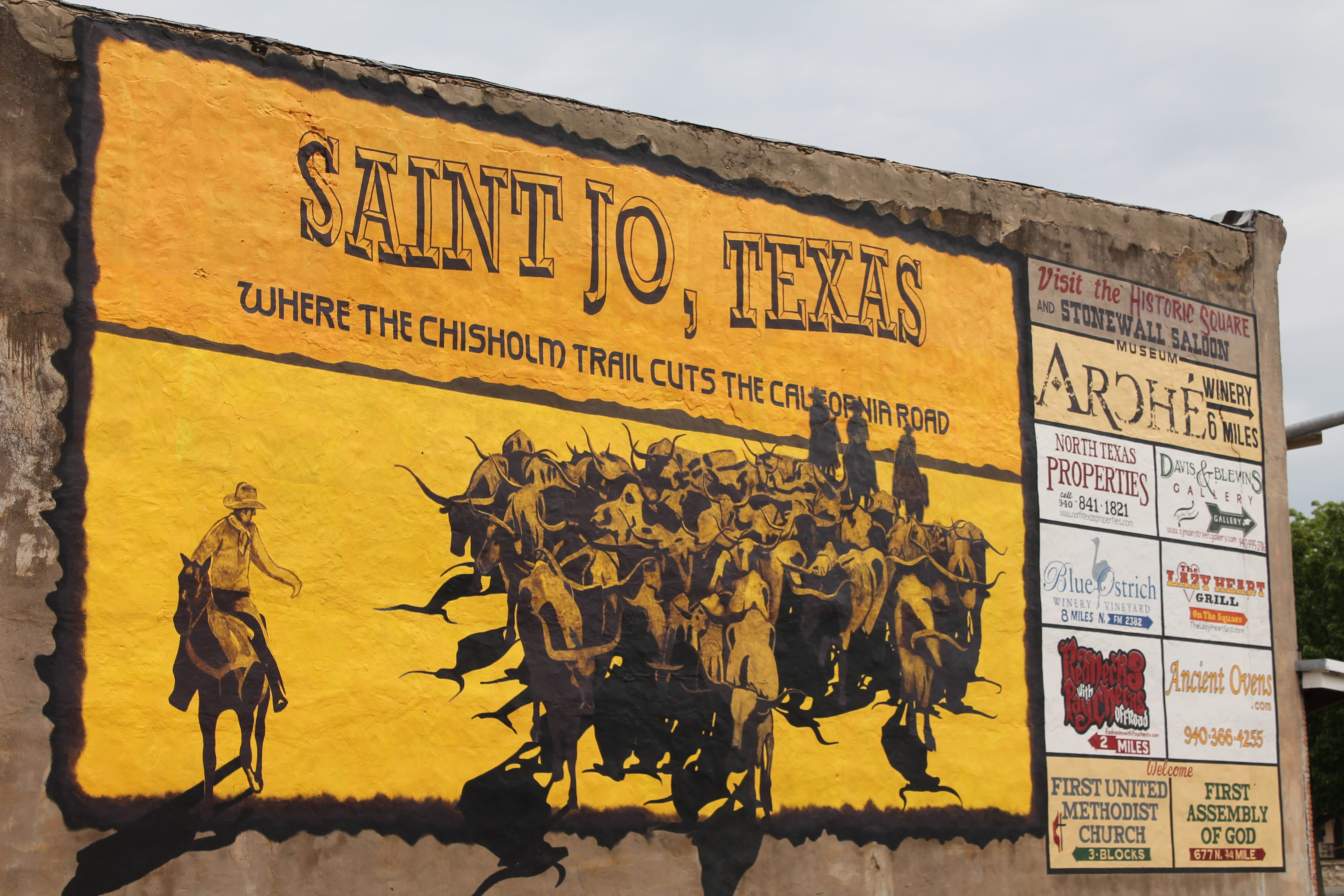
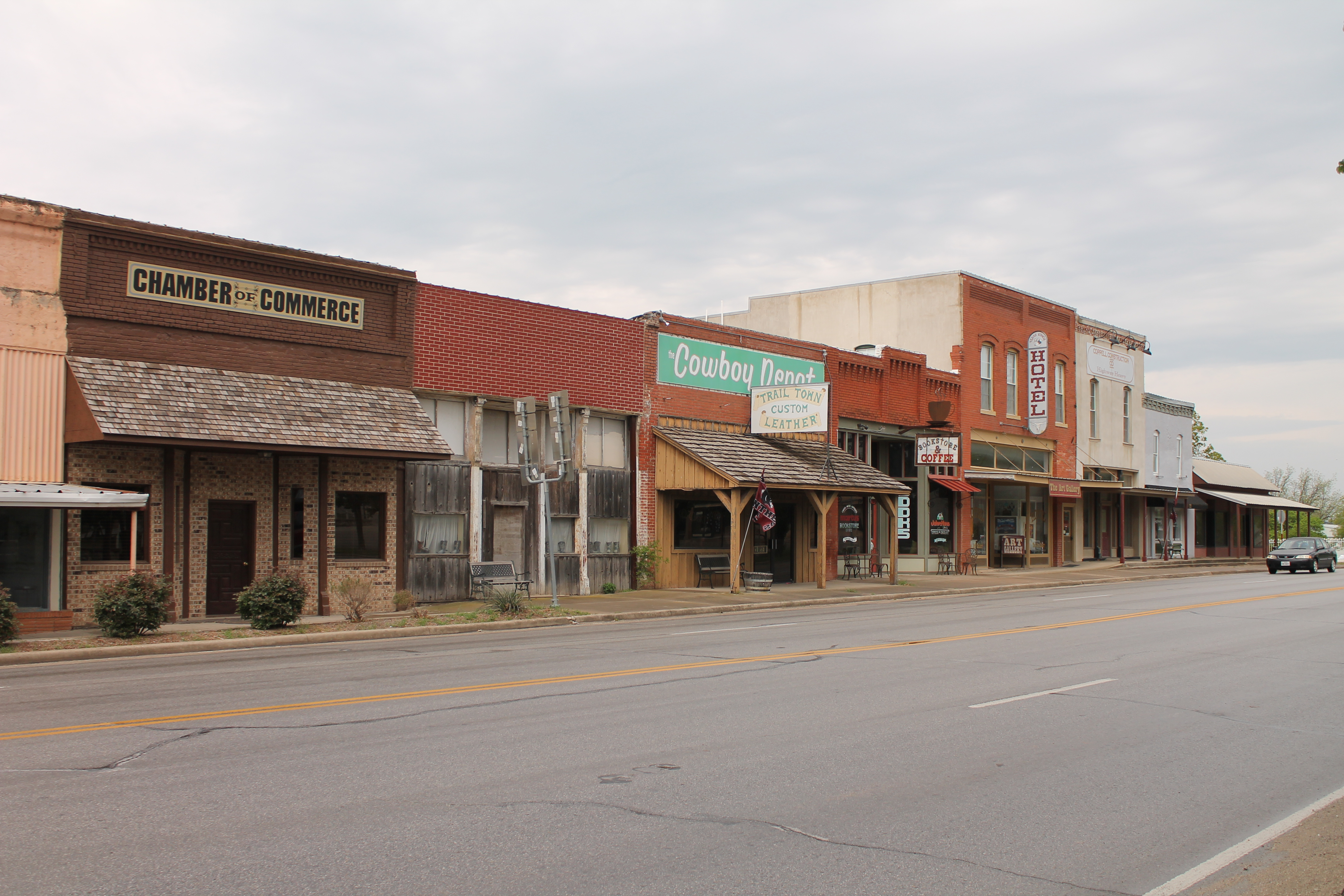
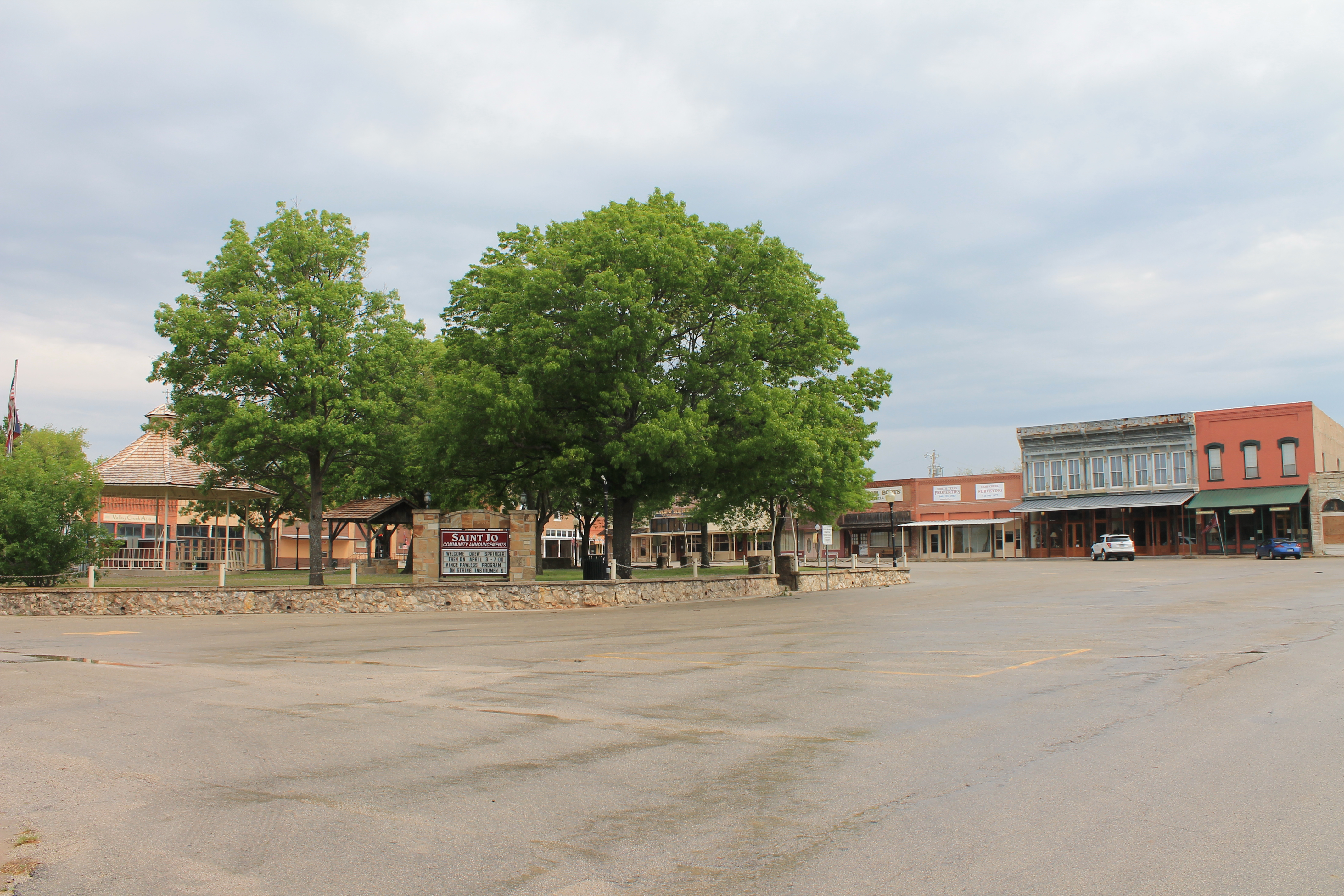
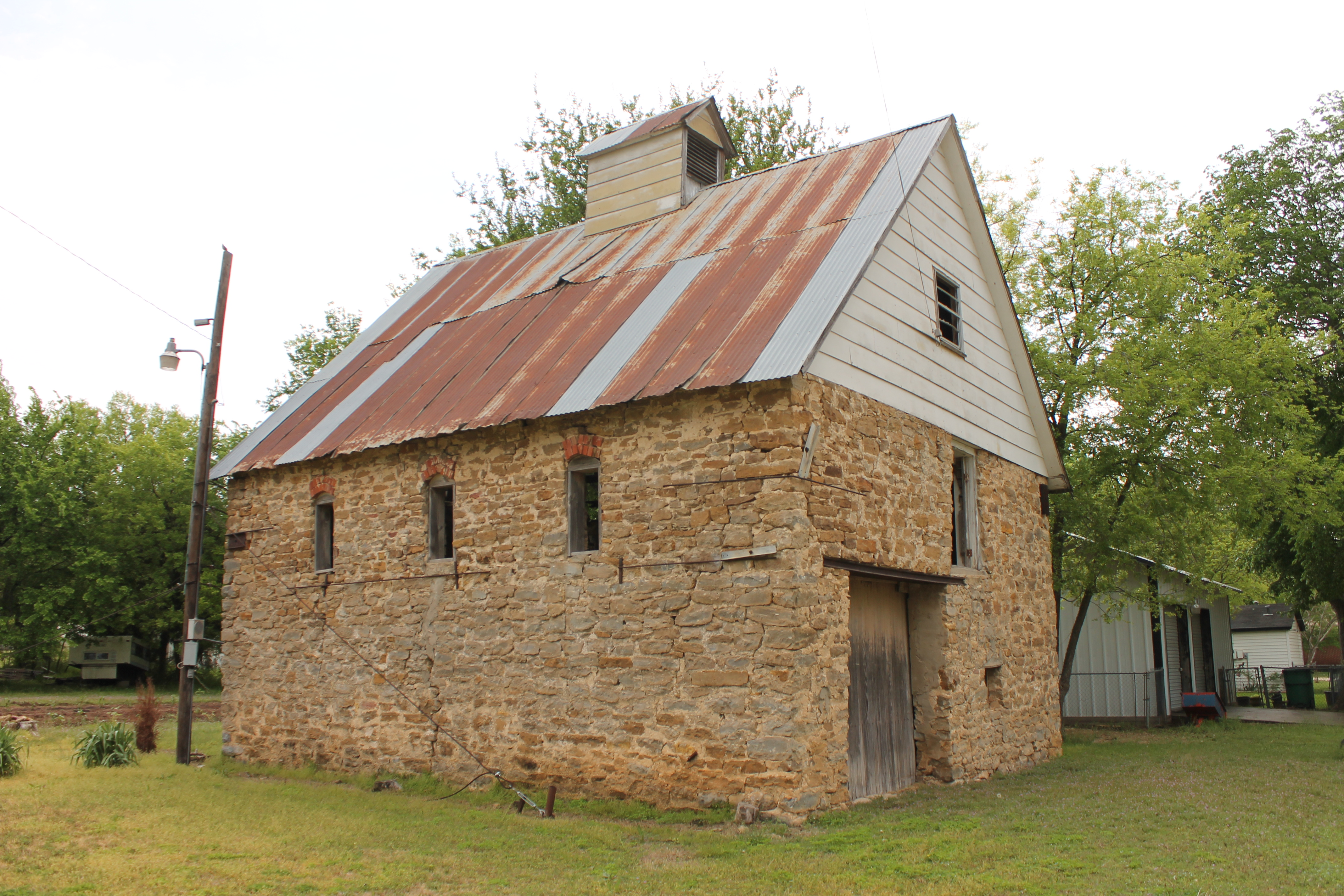